# نحلا
نحلا، هي قرية لبنانية من قرى قضاء البترون في محافظة الشمال.
- المسافة من بيروت: 79 كلم
- الارتفاع عن سطح البحر:750 م
- الزراعة: الزيتون، التبغ والعنب
- الينابيع القريبة: نبع الدالة، الغواويت